# Kakawin
Se denomina kakawin a ciertos poemas narrativos extensos escritos en la lengua antigua javanesa, denominada "kawi", escritos en verso con ritmos y métricas tomadas de la literatura en sánscrito. En vez del lenguaje vernacular, los poetas utilizan un lenguaje formal de literatura.  Los poetas compusieron y declamaron estos poemas en las cortes de los reyes de las zonas este y central de Java durante los siglos IX al XVI, y en Bali.
Aunque los poemas representan eventos y personajes de la mitología india, las narraciones están ambientadas en los paisajes locales de las islas.  Los mismos son fuentes sumamente ricas de información sobre la sociedad cortesana de Java y Bali.

## Lista de algunoskakawindestacados
- Inscription of Śivagŗha, 856
- Kakawin Ramayana ~ 870
- Kakawin Arjunawiwaha, por mpu Kanwa, ~ 1030
- Kakawin Krsnayana
- Kakawin Sumanasantaka
- Kakawin Smaradhana
- Kakawin Bhomakawya
- Kakawin Bharatayuddha, por mpu Sedah y mpu Panuluh, 1157
- Kakawin Hariwangsa
- Kakawin Gatotkacaśraya
- Kakawin Wrtasañcaya
- Kakawin Wṛttayana
- Kakawin Brahmandapurana
- Kakawin Kunjarakarna, por mpu "Dusun"
- Kakawin Nagarakṛtâgama/Kakawin Desawarnana, por mpu Prapañca, 1365
- Kakawin Arjunawijaya, por mpu Tantular
- Kakawin Sutasoma, por mpu Tantular
- Kakawin Siwaratrikalpa/Kakawin Lubdhaka
- Kakawin Parthayajña
- Kakawin Nitiśastra
- Kakawin Nirarthaprakṛta
- Kakawin Dharmaśunya
- Kakawin Hariśraya
- Kakawin Banawa Sekar Tanakung